# Milan Petošević
Milan Petošević (* 28. Juli 1991 in Belgrad) ist ein serbischer Fußballspieler.

## Karriere
Petošević begann seine Karriere beim FK Bežanija. 2012 wechselte er zum FK Šumadija Jagnjilo. In der Winterpause der Saison 2013/14 wechselte er nach Bosnien und Herzegowina zum Erstligisten FK Slavija Sarajevo. Sein Debüt in der Premijer Liga gab er im März 2014, als er am 21. Spieltag jener Saison gegen den NK Vitez in der Halbzeitpause für Nedim Oglečevac eingewechselt wurde.
Nach vier Spielen für Slavija verließ er den Verein nach Saisonende. Zwischen Juli und September 2015 spielte Petošević in Montenegro für den Erstligisten FK Iskra Danilovgrad.
Zur Saison 2016/17 wechselte er nach Österreich zum Viertklassigen Favoritner AC. Im Februar 2017 wechselte er in die USA in die zweitklassige United Soccer League zum Saint Louis FC.